# Восходское сельское поселение (Чувашия)
Восхо́дское се́льское поселе́ние (чув. Восход ял тӑрӑхӗ) — муниципальное образование в Алатырском районе Чувашии Российской Федерации.
Административный центр — посёлок Восход.

## История
Статус и границы сельского поселения установлены Законом Чувашской Республики от 24 ноября 2004 года № 37 «Об установлении границ муниципальных образований Чувашской Республики и наделении их статусом городского, сельского поселения, муниципального района и городского округа».

## Население
| 2010 | 2012  | 2013  | 2014  | 2015  | 2016  | 2017 |
| ---- | ----- | ----- | ----- | ----- | ----- | ---- |
| 1090 | ↘1049 | ↘1044 | ↗1048 | ↘1035 | ↘1018 | ↘998 |
| 2018 | 2019  | 2020  | 2021  |       |       |      |
| ↘993 | ↘982  | ↘970  | ↘949  |       |       |      |

Население Восходского сельского поселения составляет 930 человек (из них трудоспособные — 499 человек, пенсионеры — 242 человека, несовершеннолетние — 152 человека, инвалиды — 37 человек.

## Состав сельского поселения
| № | Населённый пункт | Тип населённого пункта          | Население |
| - | ---------------- | ------------------------------- | --------- |
| 1 | Восход           | посёлок, административный центр | ↗756      |
| 2 | Калинино         | посёлок                         | ↘35       |

## Местное самоуправление
Глава поселения — Виктор Илларионович Филатов.

## Инфраструктура
Основная общеобразовательная школа, сельский дом культуры, библиотека, фельдшерско-акушерский пункт, узел связи, детский сад «Ромашка», учхоз, колония ЮЛ-34/2 (в пос. Калинино), магазины.

## Русская православная церковь
Храм Иверской иконы Божей матери.

## Флаг
Утвержден Решением Собрания депутатов Восходского СП от 18 февраля 2019 года № 45/01.
Художник и автор: Вадим Шипунов; обоснование: Галина Шипунова; компьютерный дизайн: Дмитрий Шипунов.

Флаг внесён в Государственный геральдический регистр РФ под № 12336.
Флаг представляет собой прямоугольное полотнище с соотношением сторон 3:2, воспроизводящее композицию герба Восходского сельского поселения в красном, жёлтом и синем цветах: в червлёном поле выходящее снизу наполовину золотое солнце (без лица) с расширяющимися серповидными (выгнутыми влево) на концах лучами; поверх всего – лазоревый обращённый голубь.

Герб создан по "гласному" принципу. В нем размещена фигура, которая перекликается с именем владельца. Изображение выходящего снизу золотого солнца отвечает названию Восходского сельского поселения. В его состав входят поселки Восход и Калинино. Возникновение поселка Восход в 1932 г. связано с организацией махорочного совхоза "Стемасский". С 1977 г. совхоз стал производственной базой Алатырского совхоза-техникума, переименованного затем в сельскохозяйственный техникум. Поселок Калинино зародился как хутор в начале XX в. во время Столыпинской аграрной реформы на земле, купленной алатырским земледельцем П.И. Воротниковым. В имеющихся документах он именуется Воротниковым Хутором, сам хозяин, полный радужных надежд, называл его Золотым полем. В 1920 г. после конфискации земель была образована сельскохозяйственная коммуна «Красногвардеец», с 1935 г. – поселок. Золотые расширяющиеся лучи солнца, концы которых изогнуты наподобие серпов, передают эти особенности, указывают на то, что основным занятием населения является сельское хозяйство. Серп как орудие крестьянского труда символизирует созидающее начало. Солнце выражает свет, надежду, изобилие. Взлетающий голубь – символ духовной чистоты, кротости, мира и любви, благополучия, олицетворяет действующий храм во имя Божией Матери Иверской.